# Daïra de Sidi Khouiled
La daïra de Sidi Khouiled est une circonscription administrative algérienne située dans la wilaya d'Ouargla. Son chef-lieu est situé sur la commune éponyme de Sidi Khouiled.

## Communes
La daïra regroupe les trois communes d'Aïn Beida, Hassi Ben Abdellah et Sidi Khouiled.